# Xestia turanica
Xestia turanica är en fjärilsart som beskrevs av Culot. Xestia turanica ingår i släktet Xestia och familjen nattflyn. Inga underarter finns listade i Catalogue of Life.